# Willy Messerschmitt
Wilhelm Emil Messerschmitt (Frankfurt am Main, 26 de junho de 1898 — Munique, 15 de setembro de 1978) foi um pioneiro da aviação, projetista de aeronaves e empresário alemão e Wehrwirtschaftsführer o regime nazista.

## Biografia
Wilhelm "Willy" Messerschmitt nasceu em 1898, em Frankfurt am Main. Filho de Baptist Ferdinand Messerschmitt e sua segunda esposa Anna Maria. A partir de 1906 morou em Bamberg, onde seus pais possuíam uma adega.
Já aos 10 anos de idade construiu modelos de aviões e, posteriormente, até mesmo um planador, com o qual tentou voar com os amigos. Aos 13 anos conheceu Frederick Harth, pioneiro dos planadores, que teve uma influência decisiva em sua vida.
Em 1914, Harth ingressou no exército. Durante este período Willy continuou a desenvolver um dos projetos de Harth, o planador S5. Após concluir o colegial, em 1917, Messerschmitt prestou serviço militar na Primeira Guerra Mundial. Terminado o conflito eles retomam sua parceria. Willy ingressa na universidade enquanto Harth constrói aeronaves na Bayerische Flugzeugwerke. (BFW) O planador S8, por eles projetado, bateu o recorde (não oficial) de distância em 1921 e eles tornam-se sócios em uma escola de pilotagem. Neste mesmo ano voou o planador S9, a primeira aeronave inteiramente concebida por Messerschmitt.

### Anos 1920

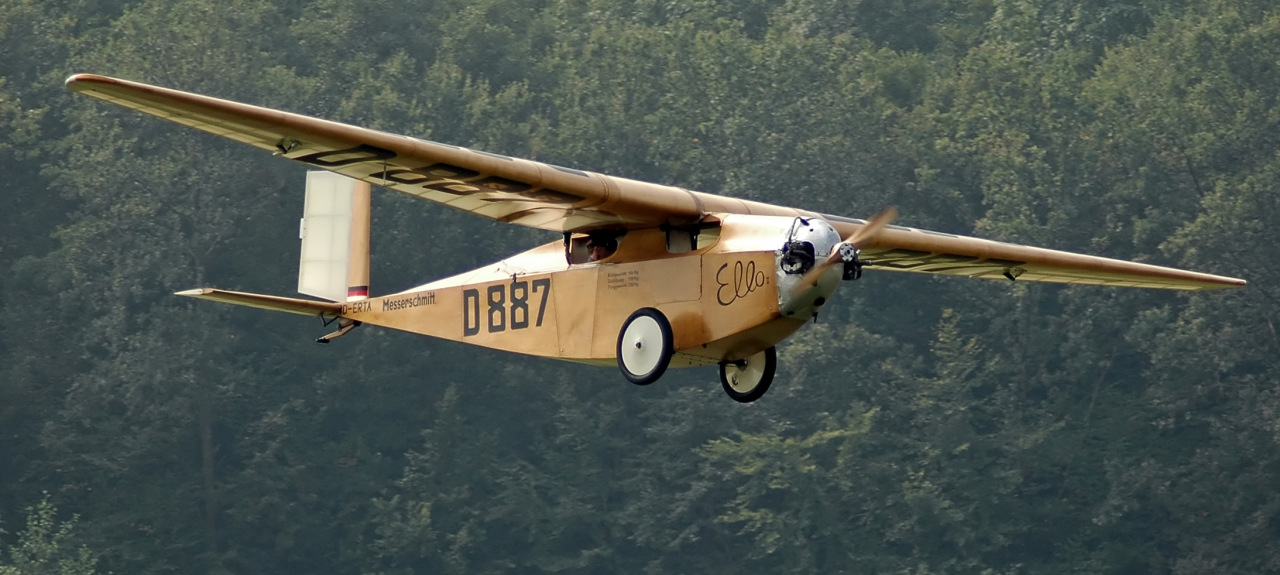
Réplica do Messerschmitt M17 (Fundação Messerschmitt 2005)

Depois da guerra, de 1918 a 1923 estudou engenharia na Universidade Técnica de Munique, e criou antes de concluir seus estudos o Messerschmitt Flugzeugbau GmbH  ("aeronaves Messerschmitt"), em Bamberg, desenvolvendo o planadores esportivos e as aeronaves motorizadas "M17" e "M18".
Em 1923 ganhou uma competição nas montanhas do Rhön (centro da Alemanha) com o planador de sua construção, o 14-S. Em 1923, Harth e Messerschmitt encerraram sua parceria. Messerschmitt criou sua própria empresa em Augsburg. Inicialmente produziu planadores mas depois de dois anos evoluiu de moto planadores para pequenos aviões esportivos e de turismo. Isto culminou com os projetos do M17 e do M18.
Em 1925 Messerschmitt necessitava de um patrocinador para o motor de seu M17. Theo Croneiss, piloto da Primeira Guerra Mundial e irmão mais velho de Carl Croneiss, seu piloto de testes, deu-lhe um cheque de 4.000 reichsmarks. O M17 com seu novo motor venceu uma competição neste mesmo ano e ganhou um prêmio de 10.000 reichsmarks. Messerschmitt e Theo Croneiss tornaram-se então grandes amigos.
Em 1926 conheceu Lilly Stromeyer, filha do investidor Freiherr (barão) Michel-Raulino. Eles o ajudaram mais tarde, com vários milhões em garantias financeiras para emergências. Oficializaram seu casamento somente após a Segunda Guerra Mundial. Em 1927 o governo da Baviera incentivou a fusão da Bayerische Flugzeugwerke com a Messerschmitt Flugzeugbau GmbH.
A seguir veio o transporte Messerschmitt M20 em 1928, que provou ser um desastre para a BFW e para o próprio Messerschmitt. Dois M20 da Lufthansa envolveram-se em graves acidentes, após a compra, o que levou a companhia a cancelar a encomenda. Isso causou um grave problema de fluxo de caixa para a empresa e levaram à sua falência em 1 de junho de 1931. Os desastres com o M20 também criaram um poderoso inimigo para Messerschmitt: Erhard Milch, o chefe da Lufthansa, que havia perdido um amigo próximo em um dos acidentes.
Além das suas atividades empresariais a partir de 1930, ele assumiu uma posição docente na Universidade Técnica de Munique.

### Nazismo e Segunda Guerra Mundial

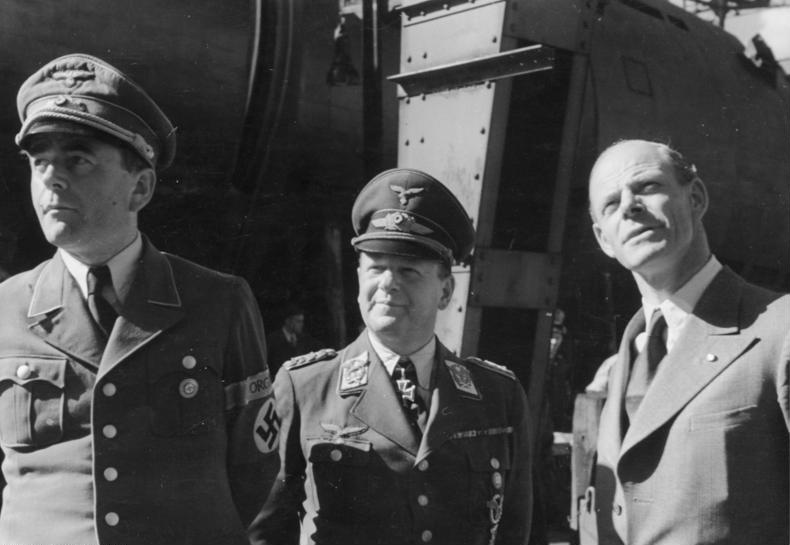
A partir da esquerda: Albert Speer, Erhard Milch e Willy Messerschmitt em 1944.

A criação da Reichsluftfahrtministerium ("Ministério do Ar alemão" - RLM) pela Alemanha nazista em 1933, liderado por Milch, levou a um ressurgimento da indústria aeronáutica alemã e a ressurreição da BFW.
Colaborando com Robert Lusser, Messerschmitt concebeu o emblemático produto da empresa, o monoplano Messerschmitt M37, mais conhecido pela sua posterior designação do RLM de Messerschmitt Bf 108 Taifun (tufão). No ano seguinte, Messerschmitt tomaria muitas características desta aeronave para o caça Messerschmitt Bf 109.

Caça Bf 109 E-1.

Os laços que Messerschmitt tinha formado com os líderes nazistas Rudolf Hess e Hermann Göring (através de Theo Croneiss) salvaram-no de partilhar o destino de outro grande inimigo de Milch: Hugo Junkers. Para permanecer no negócio, em face de Milch garantir que ele não iria obter contratos governamentais, Messerschmitt tinha assinado acordos com a Romênia para as vendas do M37 e um avião de transporte, o Messerschmitt M 36. Quando soube disso Milch acusou-o publicamente como traidor, e a Gestapo foi enviada para interrogá-lo e a outros funcionários da BFW. Provavelmente devido à intervenção de Croneiss, mais nenhuma ação foi tomada.
Quando, em 1936, o Messerschmitt Bf 109 ganhou a concorrência da RLM para caça de único assento e tornou-se uma das principais aeronaves da Luftwaffe, Messerschmitt e sua fábrica passaram a ter um papel importante nos planos da RLM. Importância que aumentou ainda mais quando o Messerschmitt Bf 110 também ganhou a concorrência para caça multi-funcional.
Em 11 de julho de 1938 Messerschmitt foi nomeado presidente e diretor executivo da Bayerische Flugzeugwerke que depois foi renomeada para Messerschmitt AG. Nesse mesmo ano, a empresa começou a trabalhar naquilo que acabaria por se tornar o Messerschmitt Me 262, e no Messerschmitt Me 210, previsto como sucessor para o Bf 110. O Me 210 enfrentou enormes problemas de desenvolvimento que só foram resolvidos pela evolução deste para o Messerschmitt Me 410. Os consequentes problemas e atrasos novamente colocaram a reputação de Messerschmitt e de sua empresa em perigo.

### Julgamento e pós guerra

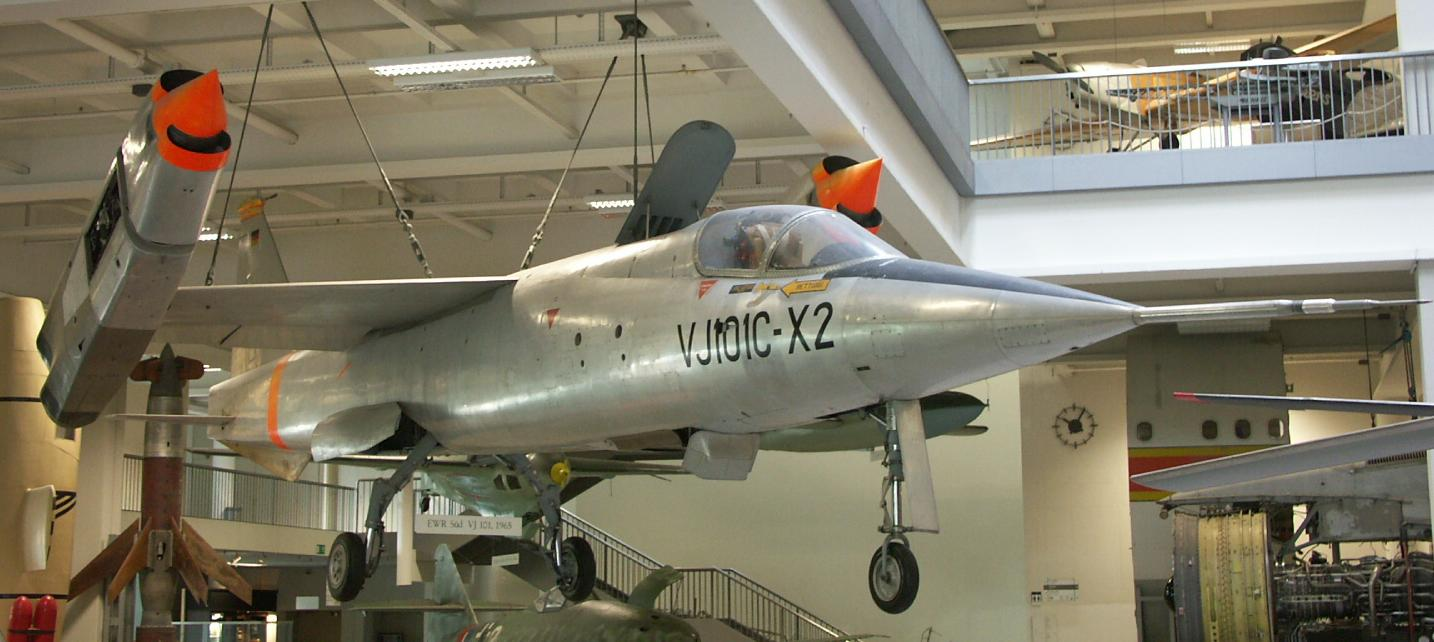
EWR VJ 101 C (1962) no Deutsches Museum.

Após a Segunda Guerra Mundial, Messerschmitt foi julgado por um tribunal de desnazificação por utilizar trabalho escravo, e em 1948 foi condenado por ser um "simpatizante" do Nazismo.
Após dois anos na prisão, ele foi libertado e retomou sua posição como chefe da sua empresa. Como a Alemanha foi proibida de fabricar aviões até 1955, ele transformou sua empresa em fabricante de construções pré-fabricadas, máquinas, e pequenos carros - mais notavelmente o Messerschmitt Kabinenroller.
A partir de 1953 trabalhou para a Espanha na Hispano Aviación supervisionando o projeto e construção de avançados jatos como o Hispano HA-200 Saeta, e o Helwan HA-300, que finalmente foi fabricado no Egito. Produziu sob licença na Alemanha Ocidental o Fiat G.91 e o F-104 Starfighter para uso da força aérea (a nova Luftwaffe).
Realizou fusões de sua empresa com a Bölkow em 1968, com a Hamburger Flugzeugbau (1969) e neste ponto tornou-se a Messerschmitt-Bölkow-Blohm (MBB). Na fusão das empresas Entwicklungsring Süd (EWR) construiu, junto com Bölkow e Heinkel, o avião de decolagem vertical EWR VJ 101. Com este, a Alemanha retornou ao cenário da indústria aeronáutica internacional.

## Imagens

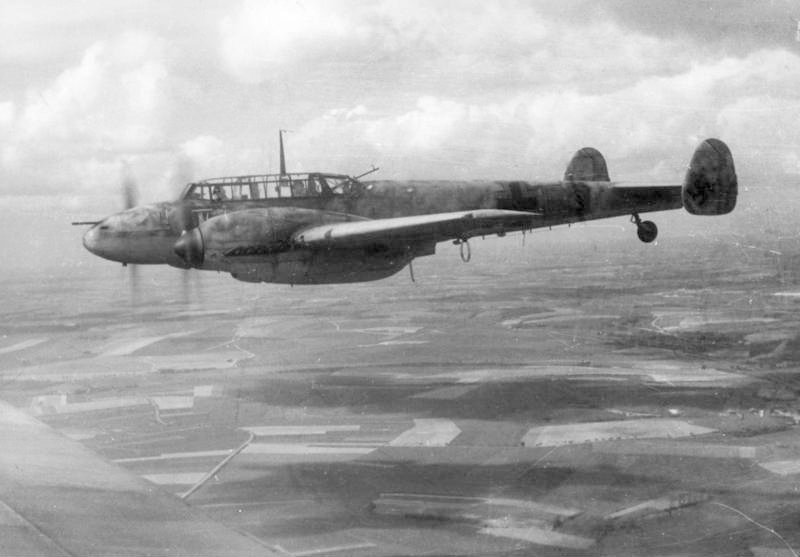
Messerschmitt Bf 110 Zerstörer (1936).
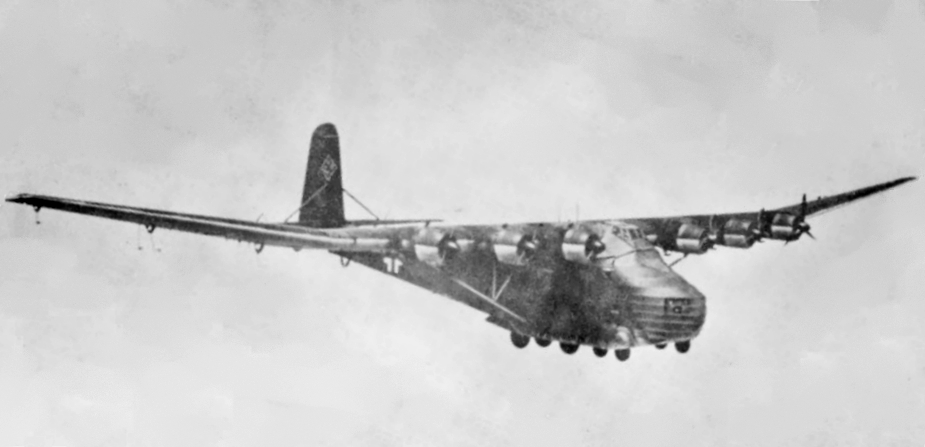
Messerschmitt Me 323 (1941)
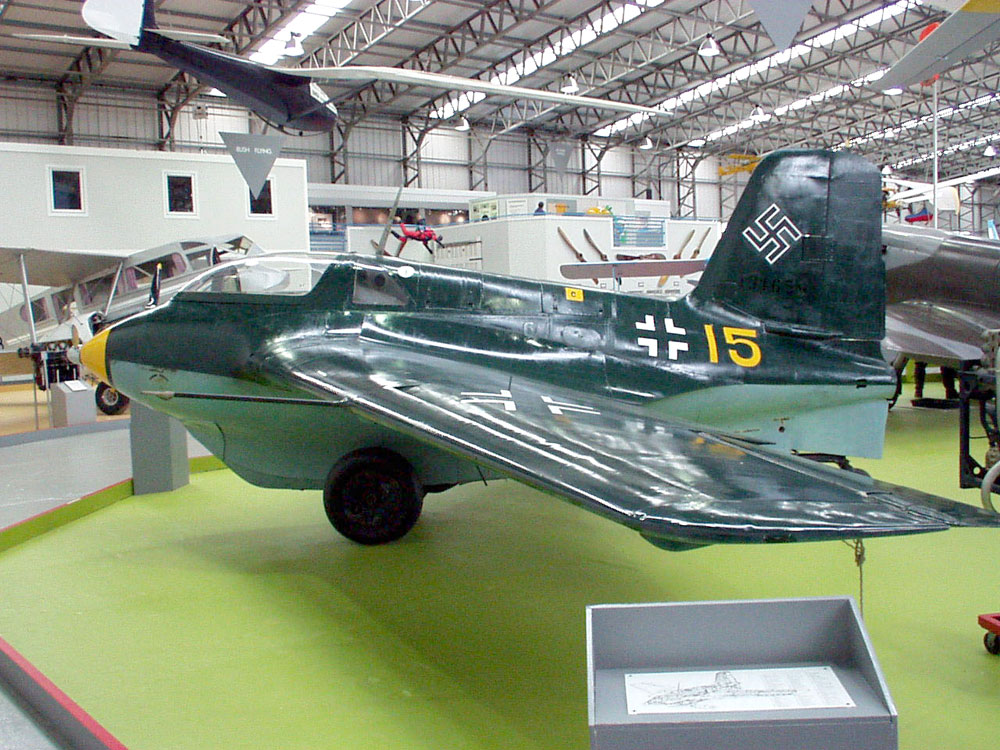
Messerschmitt Me 163 (1944).

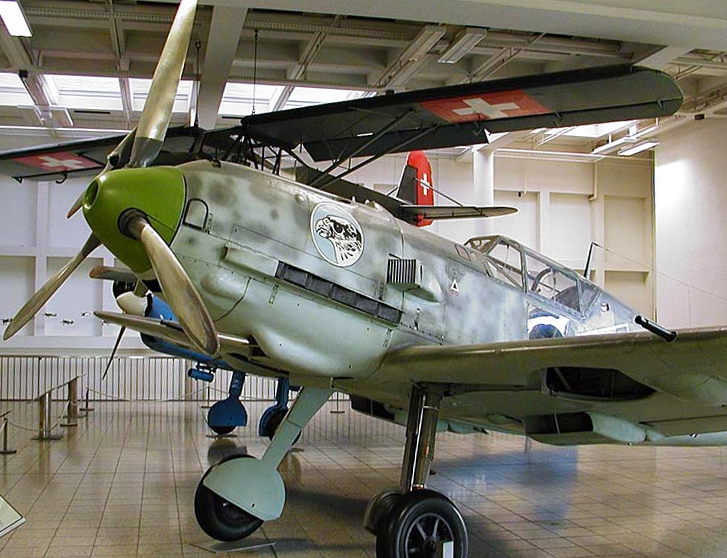
Bf 109 E no Deutsches Museum de Munique.
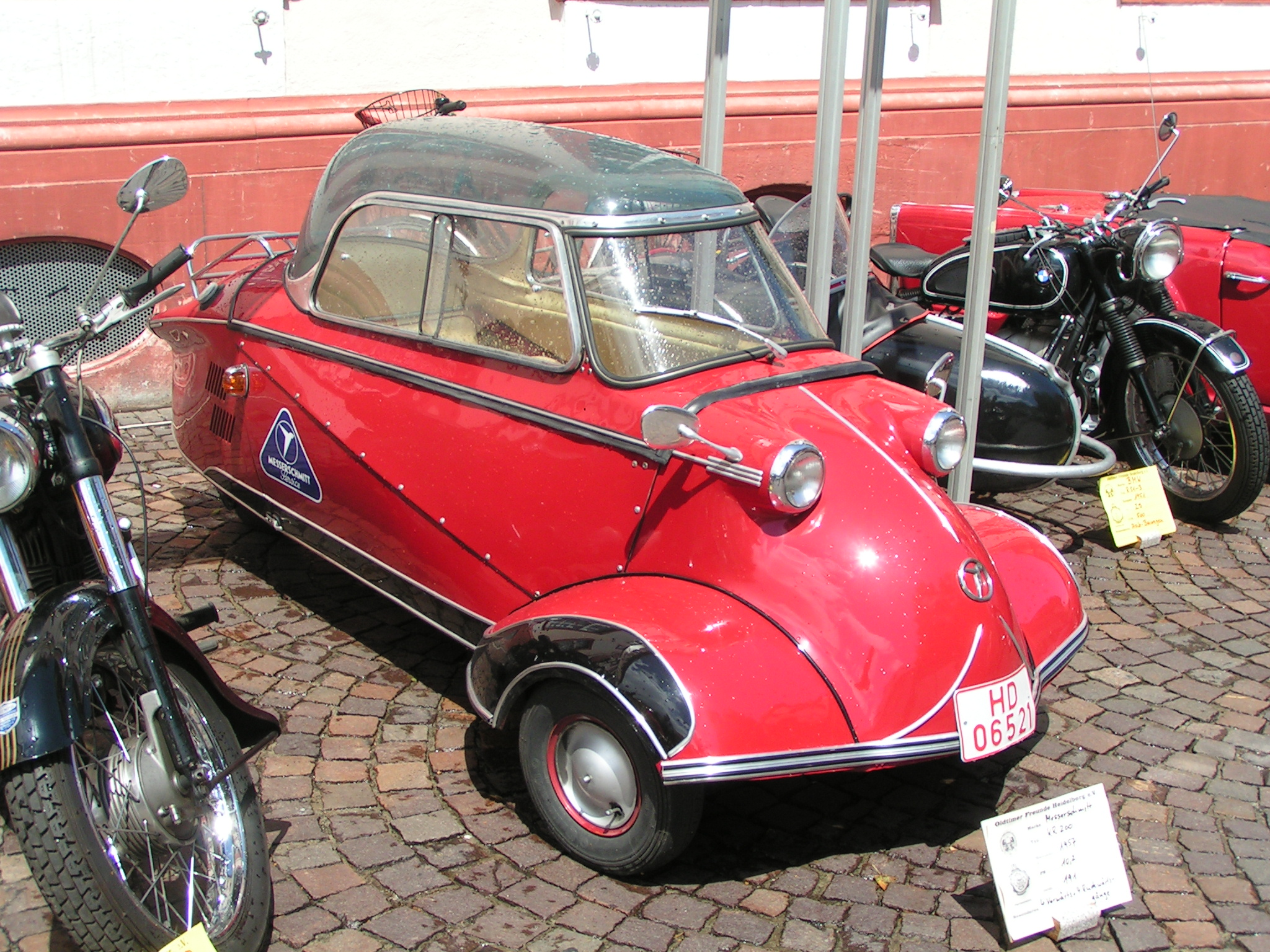
Messerschmitt Kabinenroller KR 175 (1953).

## Últimos dias

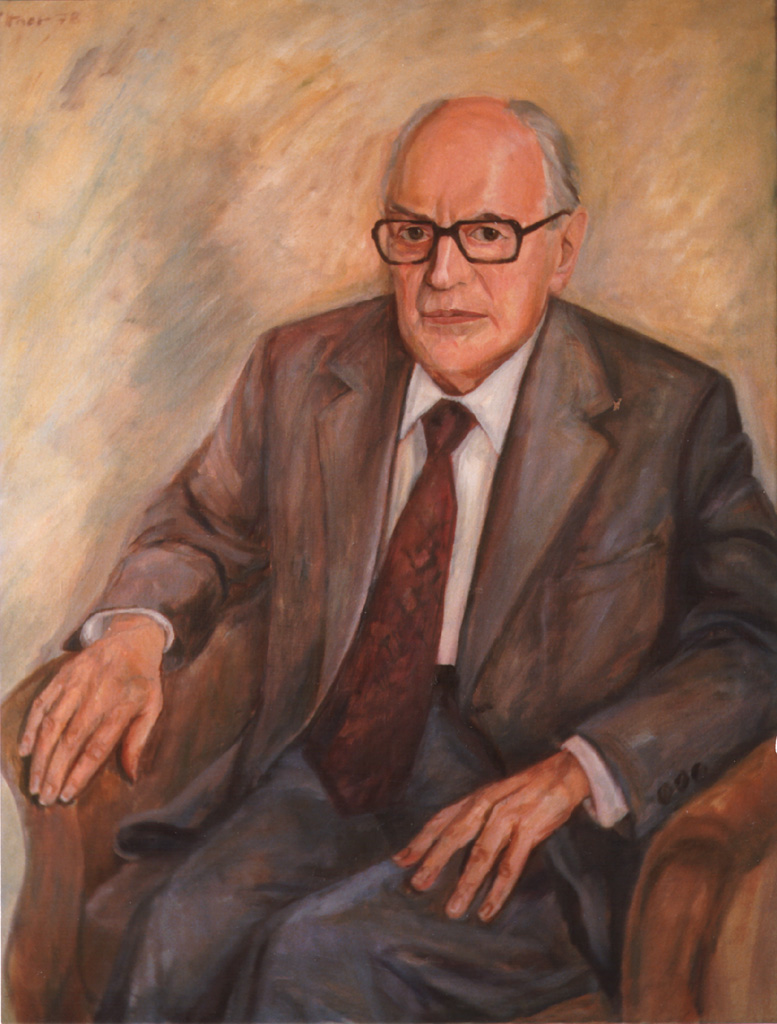
Willy Messerschmitt. retrato de 1978 pintado por Günter Rittner.

Aposentou-se em 1970. A morte da sua esposa Lilly, em 1972, foi um grave golpe em seus últimos anos de vida. Willy Messerschmitt morreu em 15 de setembro de 1978 em Munique, e foi enterrado em Bamberg no túmulo da família de sua esposa Lilly.